# The Vagabond (film, 1907)
The Vagabond je americký němý film z roku 1907. Režisérem je Gilbert M. Anderson (1880–1971). Film měl premiéru 26. října 1907.

## Děj
Šťastná rodina je rozbita. O manželku se zajímá bohatý podnikatel a ta jeho naléhání vyslyší. Manžel to psychicky neunese a odejde z domova. Časem přichází i o zaměstnání a stává se zlodějem. Stráví 15 let ve vězení. Po propuštění nemůže najít práci, nedaří se mu ani jako žebrákovi. Stává se tedy opět zlodějem, ale dojde k osudovému momentu. Vloupá se do domu a zjistí, že jde o dům jeho dcery. K tomuto poznání pomůže stará fotografie, kterou muž nosí celá léta u sebe. Vše tedy nakonec dobře dopadne.